# Франк, Иоганн Петер
Иоганн Петер Франк (нем. Johann Peter Frank; 1745—1821) — австрийский врач немецкого происхождения; реформатор медицинского образования, основатель социальной гигиены как самостоятельной научной дисциплины. 

## Биография
Иоганн Петер Франк был младшим из тринадцати детей бакалейщика. В 1761 году он изучал философию в Меце, а с 1763 года — медицину в Страсбургском университете; в 1776 году окончил медицинский факультет Гейдельбергского университета. Защитив докторскую диссертацию «Диэтетика раннего детского возраста», он получил звание врача и поселился в небольшом лотарингском городке Бич (фр. Bitche). В 1769 году Франк получил место окружного врача в Раштатте, где спустя два года организовал школу для акушерок. Вскоре он учредил ещё школу хирургии для фельдшеров. 
В 1779 году в Мангейме вышел первый том его «Системы всеобщей медицинской полиции» («System einer vollständigen medicinischen Polizey»); в 1780 году вышел второй, а в 1783 году — третий том. В своей работе, кроме всего прочего он, обсуждая вопрос о плодовитости населения, высказывался против обета безбрачия, налагаемого католической церковью на священников, что вызвало ожесточенную травлю Франка, и в 1784 году он принял предложение Гёттингенского университета преподавать общую и специальную терапию, физиологию, патологию, медицинскую полицию и судебную медицину. Однако уже со следующего года он переехал в Павию (Северная Италия, Ломбардия) на место умершего Тиссо. Здесь он реорганизовал дело преподавания в университете: ввёл пятый добавочный год обучения к четырём существовавшим ранее, способствовал улучшению преподавания патологической анатомии и пытался объединить преподавание хирургии и медицины на одном факультете. Он был назначен директором госпиталя в Павии и заведующим всей медицинской службой Ломбардии. В 1788 году вышел четвёртый том «медицинской полиции». В 1792 году он опубликовал труд «De curandis hominum morbis epitome» («Лечение человеческих болезней»). Большой известностью пользовался также его учебник судебной медицины. 
В 1795 году он был приглашён в Венский университет — профессором клинической медицины и директором общей Венской городской больницы и клиники внутренних болезней. В 1802 году была напечатана его автобиография.
В 1804 году Франк принял предложение перейти в Виленский университет — на особых условиях: ему обещали две «соединенные кафедры» — клиники и особенной терапии, хотя последняя уставом Виленского университета и не предусматривалась. Семейство Франков поселилось в принадлежавшем университету доме, который теперь известен в Вильнюсе как «дом Франка», 17 ноября 1804 года Иоганн Петер Франк приступил к чтению лекций в качестве профессора кафедры клинической медицины. Им был составлен проект об улучшении преподавания медицинских наук, принятый на общем заседании профессоров университета 15 октября 1804 года. Основными положениями проекта были строгая последовательность в изучении медицинских наук, продление учёбы на медицинском факультете до 6 лет, расширение программы преподавания за счет создания двух кафедр (главных курсов) и двух дополнительных курсов. К семи кафедрам, предусмотренным уставом Виленского университета, по новому проекту добавлялась ещё кафедра особенной терапии. Франк был произведен в статские советники.
Пробыв в Вильне 10 месяцев, в августе 1805 года, Франк прибыл в Санкт-Петербург, где стал ректором и руководителем кафедры Медико-хирургической академии, деканом медицинского совета, членом Главного училища правления и получил звание лейб-медика императора Александра I и чин действительного статского советника с годовым жалованием 12133 рубля (как лейб-медик он получал 9033 рубля, как ректор академии — 600 рублей, за заведование кафедрой — 2500 рублей). Франк вдохнул новую жизнь в Медико-хирургическую академию и положил начало выделению общественной гигиены в России в самостоятельную научную дисциплину; стал членом Российской академии наук. 
Противодействие Я. В. Виллие, лейб-хирурга Александра I, привело к тому, что 25 февраля 1808 года он был «уволен по прошению от службы с предоставлением пенсии», хотя кафедру ещё некоторое время занимал. Затем возвратился в Вену, где в 1811 году вышел 5-й том «медицинской полиции», а в 1817 году — 6-й том. Несмотря на кратковременное пребывание в Санкт-Петербурге, он оставил заметные следы; так, по его инициативе учреждены были кафедры физиологии и патологии, преобразованы клиники, положено основание ветеринарной школе.
В 1767 году он женился первый раз, но его жена Екатерина умерла спустя год после женитьбы от родильной горячки; через полгода умер его первый сын. В 1770 году он женился вторично (на Marianne Wittlinsbach), и в декабре 1771 года, в Раштатте, родился сын Йозеф, который будет профессором Виленского университета после отъезда отца в Санкт-Петербург — с 1805 по 1823 годы.